# High Plains Drifter
High Plains Drifter is een Amerikaanse westernfilm uit 1973 geregisseerd door Clint Eastwood, die zelf ook de hoofdrolspeler is. Eastwood speelt in deze film eenzelfde soort personage als hij eerder deed in de Dollarstrilogie en later in Pale Rider. De stijl van de film is beïnvloed door de films die hij eerder met Sergio Leone en Don Siegel maakte.

## Verhaal
Een vreemdeling (The Stranger) die op reis lijkt te zijn, komt aan in het westernstadje Lago en besluit daar te rusten. Lago is een dorp dat draait van de mijnindustrie. De inwoners maken een ongewoon angstige indruk.
Als de vreemdeling in de kappersstoel zit, wordt hij lastiggevallen door drie mannen die hem het stadje uit willen jagen, of erger. Voordat de drie iets kunnen doen, schiet de vreemdeling ze alle drie dood. Hij krijgt vervolgens ruzie met een vrouw tegen wie hij aan botst. Als zij hem een klap geeft, vindt hij dat ze een lesje moet leren en verkracht hij haar in een schuur.
Ondanks het onhartelijke welkom, blijft hij overnachten. 's Nachts verschijnt er een flashback waarin drie mannen, die later Stacey Bridges, Dan Carlin en Cole Carlin blijken te zijn, een sheriff (Marshal Duncan) met zwepen doodslaan. De sheriff roept om hulp, maar de omstanders doen niks. Hij roept ze vervolgens toe dat ze in de hel kunnen wegrotten.
De volgende dag krijgt de vreemdeling te horen dat de mannen die hij de dag daarvoor heeft vermoord, door de inwoners van Lago zijn ingehuurd om het dorp te beschermen. Bridges en de gebroeders Carlin worden een dezer dagen uit de gevangenis ontslagen, nadat ze gearresteerd waren vanwege gouddiefstal en zullen naar Lago komen om wraak te nemen. De gemeenschap heeft nu besloten dat de vreemdeling wordt gevraagd Lago en de mijnen te beschermen. Hoewel hij in eerste instantie niet van plan lijkt te zijn om ja te zeggen, gaat hij later toch akkoord als hij in ruil voor de bescherming gratis van alle voorzieningen gebruik mag maken.
De vreemdeling geeft alle mannelijke inwoners pistolen en laat ze oefenen hoe ze vanaf de daken kunnen schieten. Ondertussen neemt hij het ervan. Hij krijgt de mooiste laarzen, een mooi zadel, een handvol sigaren, hij geeft een rondje in de saloon en hij laat alle andere gasten van het hotel verplicht vertrekken, zodat hij daar de ruimte heeft. Ook onttroont hij de sheriff en de burgemeester en geeft hij de ster en de burgemeestershoed aan een dwerg die Mordecai heet.
Zijn royale levensstijl en het feit dat hij anderen belachelijk maakt, zet kwaad bloed bij een deel van de gemeenschap. Een deel besluit hem in de val te lokken in de nacht dat hij een date heeft met de vrouw die hij eerder verkrachtte. De vrouw sluipt zijn hotelkamer uit en laat de mannen binnen. Op het moment dat ze zijn bed te lijf gaan met knuppels, blijkt de vreemdeling op het balkon te staan. Hij gooit een staaf dynamiet de kamer in en doodt vervolgens de op de vlucht geslagen mannen. Een van hen weet echter te ontkomen.
Hij maakt de nacht af met de vrouw van de hoteleigenaar. Die vertelt hem in de ochtend over Marshal Duncan en dat er geen naam op zijn graf staat. Later, als de vreemdeling weg is, blijkt dat de vrouw nog steeds een trauma heeft dat de inwoners toentertijd niks deden. Niet omdat ze bang waren, maar omdat ze juist de opdracht hadden gegeven voor de moord. De sheriff was er namelijk achter gekomen dat de mijn op overheidsgrond stond. Als hij dit aan zijn meerderen zou vertellen, had de gemeenschap van Lago geen inkomsten meer.
Ondanks het incident van de afgelopen nacht besluit de vreemdeling toch door te gaan met zijn plan. Hij geeft de inwoners 200 liter rode verf en draagt ze op alle huizen rood te verven. Ondertussen heeft hij met rode letters 'hel' over het plaatsnaambordje van Lago geschreven. Hij stapt op zijn paard en rijdt richting Bridges en de gebroeders Carlin, die ondertussen op weg zijn naar het stadje. Bij hen aangekomen ziet hij dat de enige overlevende van de hotelhinderlaag zich bij hen bevindt. Zonder dat hij wat over de vreemdeling kan zeggen, wordt hij koud gemaakt. De vreemdeling beschiet de drie, zonder dat hij wordt gezien en keert terug naar Lago.
In Lago bereiden de inwoners zich voor op de komst van Bridges en de gebroeders Carlin. Als de drie in de verte aankomen, verlaat de vreemdeling het stadje tot ieders verbazing. Bridges en de gebroeders Carlin schieten wat bewoners dood, steken wat huizen in brand en drijven alle andere inwoners de saloon in. Toch keert de vreemdeling terug en vermoordt de drie. Op het laatst redt de dwerg Mordecai de vreemdeling nog. Mordecai schiet de hotelbaas neer die de vreemdeling wil doden.
De film eindigt als Mordecai de naam van de omgekomen sheriff in de grafsteen kerft. Mordecai zegt tegen de vreemdeling dat hij nog steeds niet weet hoe hij heet. De vreemdeling zegt dat Mordecai dat wel weet en vertrekt. Dan wordt duidelijk (voor zover dat al niet duidelijk was) dat de vreemdeling de geest van de omgekomen Marshal Duncan is. De film eindigt met het beeld van de vreemdeling die in de verte wegrijdt en dan plots verdwijnt.

## Rolverdeling
| Acteur         | Personage      |
| -------------- | -------------- |
| Clint Eastwood | Vreemdeling    |
| Verna Bloom    | Sarah Belding  |
| Marianna Hill  | Callie Travers |
| Mitch Ryan     | Dave Drake     |
| Jack Ging      | Morgan Allen   |
| Geoffrey Lewis | Stacey Bridges |
| Billy Curtis   | Mordecai       |

## Trivia
- De film is opgenomen aan het Mono Lake. Lago (de naam van het dorp) betekent meer in het Italiaans.
- Eastwood liet het complete stadje speciaal bouwen voor de film.
- De rol van Marshal Duncan wordt gespeeld door Buddy Van Horn, die al jaren als stuntman voor Eastwood werkte. Deze cameo verwijst naar het feit dat hij en de vreemdeling dezelfde zijn.
- Op de begraafplaats komen grafstenen in beeld met de namen Sergio Leone en Don Siegel, de twee regisseurs waarmee Eastwood veel heeft samengewerkt. Beiden waren toen nog in leven.
- Pas als de film zes minuten bezig is, wordt de eerste tekst gesproken.